# Luxemburg i olympiska vinterspelen 1998
Luxemburg deltog med en deltagare vid de olympiska vinterspelen 1998 i Nagano.  Landets deltagare erövrade ingen medalj.